# 동대문구
동대문구(東大門區)는 대한민국 서울특별시의 동부에 있는 자치구이다. 동쪽으로는 중랑구와 광진구, 서쪽으로는 종로구, 남쪽으로는 성동구, 북쪽으로는 성북구와 접한다. '동대문'의 명칭은 조선 시대의 도읍지인 한양의 동문인 흥인지문의 별칭 '동대문'으로부터 비롯되었다. 하지만 현재 흥인지문은 동대문구가 아닌 종로구에 속해 있다.

## 역사
- 조선 숙종 24년(1698년)에는 제기리에 호랑이가 마을에 들어온 일이 기록되었다.
- 조선 정조 12년(1788년)에는 동대문 바깥의 역일계, 역이계, 사계, 마장리계, 답십리계, 전농리계, 청량리계, 제기리계, 중랑포계, 장위리계를 인창방에 소속시켰다.
- 조선 후기에 작성된 《대동여지도》의 「경조오부도」에 현재의 동 명칭과 유사한 제기현, 전농리, 답십리, 청량사 등의 명칭이 수록되었다.
- 1943년 6월 10일 최초의 구제 실시로 돈암정, 창신정, 숭인정, 신설정, 용두정, 안암정, 제기정, 청량리정, 회기정, 이문정, 휘경정, 전농정, 종암정, 답십리정, 성북정을 관할로 하여 경기도 경성부 동대문구가 설치되었다.[3]
- 1946년 10월 9일 동대문구에 속한 행정구역의 일본식 명칭이 아래와 같이 개칭되었다.(→서울의 역사)
- 1949년 8월 13일 아래 도표와 같이 일부 행정구역이 이 날 새로 설치된 성북구로 편입되었다.[4]
- 1955년 신설동 중 일부를 관할로 하여 보문동이 분리되었다.
- 1962년 12월 12일 경기도 양주군 구리면 상봉리 등과 성동구 면목동이 동대문구에 편입되었다.[5]
- 1963년 1월 1일 구리면에서 편입한 5개동 지역에 망우출장소를 설치했다.
- 1968년 1월 1일 망우출장소가 폐지되면서 동대문구 직할로 바뀌었다.[6]
- 1975년 10월 1일 동대문구 창신동 및 숭인동 등이 종로구로 편입되었고(이 과정에서 흥인지문도 종로구로 들어갔다.), 보문동이 성북구로 편입되었다.[7]
- 1988년 1월 1일 면목동 등을 관할로 중랑구가 설치되었다.[8] (26행정동)
- 2008년 8월 11일 행정동 용두1동과 용두2동을 용두동으로, 청량리1동과 청량리2동을 청량리동으로, 전농4동을 전농2동으로, 답십리5동이 답십리3동으로 합동하였다.[9] (22행정동)
- 2009년 5월 4일 용두동과 신설동을 용신동으로, 제기1동과 제기2동을 제기동으로, 전농2동을 전농1동으로, 답십리3동을 답십리1동으로, 답십리4동을 답십리2동으로, 장안3동을 장안1동으로, 장안4동을 장안2동으로, 이문2동을 이문1동으로 합동하였고, 전농3동을 전농2동으로, 이문3동을 이문2동으로 개칭하였다.[10] (14행정동)
- 2025년 7월 1일 용신동을 용두동, 신설동으로 분동하였다.[11] (15행정동)

## 지리
동대문구는 서울특별시 동부 중앙에 위치하여 남쪽은 성동구와 접하고 있으며, 동쪽으로는 중랑천을 경계로 중랑구와 광진구, 북쪽으로는 성북구, 서쪽으로는 종로구와 접하고 있다. 일찍이 동대문구는 청량리, 경동시장, 청과시장을 중심으로 부도심 근린생활기능을 수행하는 서울 동부의 중심지로써 천호대로, 왕산로, 고산자로 등 주요 간선도로가 관통하고 청량리역 등 서울 지하철 1호선 및 2호선이 통과하는 교통망이 구축되어 주요 교통관문의 역할을 하고 있다.

## 행정 구역

행정구역도

동대문구의 행정 구역은 10개의 법정동을 15개의 행정동으로 관리하며, 면적은 14.20km2이다. 동대문구의 인구는 2012년 12월 31일을 기준으로 157,650세대, 375,683명이다.
| 행정동      | 한자        | 면적 (km2) | 세대    | 인구 (명) |
| ----------- | ----------- | ---------- | ------- | --------- |
| 신설동      | 新設洞      | 0.85       |         |           |
| 용두동      | 龍頭洞      | 0.76       |         |           |
| 제기동      | 祭基洞      | 1.18       | 13,083  | 29,474    |
| 전농제1동   | 典農第1洞   | 1.19       | 12,670  | 27,251    |
| 전농제2동   | 典農第2洞   | 0.86       | 7,780   | 21,753    |
| 답십리제1동 | 踏十里第1洞 | 0.86       | 8,661   | 20,582    |
| 답십리제2동 | 踏十里第2洞 | 0.80       | 12,226  | 32,184    |
| 장안제1동   | 長安第1洞   | 1.25       | 14,973  | 38,129    |
| 장안제2동   | 長安第2洞   | 1.08       | 12,958  | 33,121    |
| 청량리동    | 淸凉里洞    | 1.20       | 10,920  | 25,438    |
| 회기동      | 回基洞      | 0.76       | 5,780   | 12,664    |
| 휘경제1동   | 徽慶第1洞   | 0.63       | 8,108   | 17,724    |
| 휘경제2동   | 徽慶第2洞   | 1.05       | 10,571  | 26,392    |
| 이문제1동   | 里門第1洞   | 1.04       | 15,419  | 33,770    |
| 이문제2동   | 里門第2洞   | 0.69       | 8,788   | 23,673    |
| 동대문구    | 東大門區    | 14.20      | 157,650 | 375,683   |

## 인구
서울특별시 동대문구의 연도별 인구(내국인) 추이
| 연도   | 총인구    |  |
| ------ | --------- |  |
| 1966년 | 521,148명 |  |
| 1970년 | 737,191명 |  |
| 1975년 | 737,871명 |  |
| 1980년 | 847,620명 |  |
| 1985년 | 942,275명 |  |
| 1990년 | 503,257명 |  |
| 1995년 | 415,232명 |  |
| 2000년 | 366,282명 |  |
| 2005년 | 371,024명 |  |
| 2010년 | 339,599명 |  |
| 2015년 | 364,787명 |  |

## 문화·관광

### 명소
- 중랑천

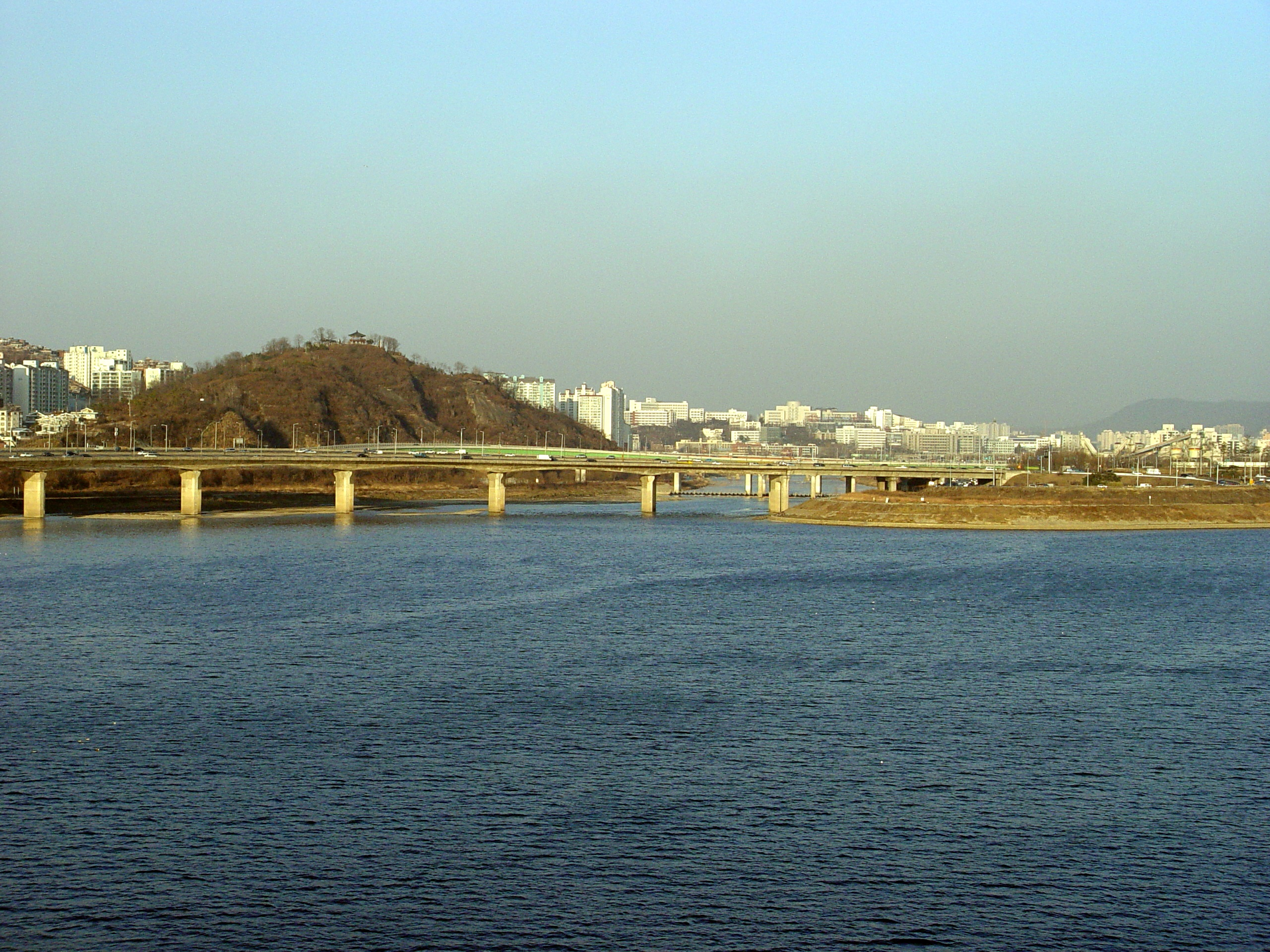
한강으로 흘러들어가는 중랑천

성동구 금호동과 성수동 1가의 강변북로 다리에서 한강과 합류하는 하천이다. 경기도부분의 중랑천은 지방하천으로 분류되며 서울특별시에 접어들면 국가하천으로 등급이 바뀐다. 또, 동부간선도로 강북 구간이 서울특별시 구간부터 중랑천과 나란히 뻗어있다. 총 길이는 45.3 km으로 서울특별시내의 하천 중에서 제일 길다. 자전거 도로 등이 잘 조성되어 있다. 또한 여러가지의 운동시설도 있다.
- 경동시장

### 국가유산
- 서울 영휘원과 숭인원 - 사적 361호
- 서울 선농단 - 사적 436호
- 서울 선농단 향나무 - 천연기념물 제240호
- 서울 영휘원 산사나무 - 천연기념물 제506호
- 세종대왕신도비 - 서울특별시 유형문화유산 제42-1호
- 청량리역 검수차고 - 등록문화유산 제269호

### 행사
- 선농제 - 매년 봄에 임금이 제를 올리는 선농제를 복원, 재현하고 있다.

## 교육 기관

경희대학교

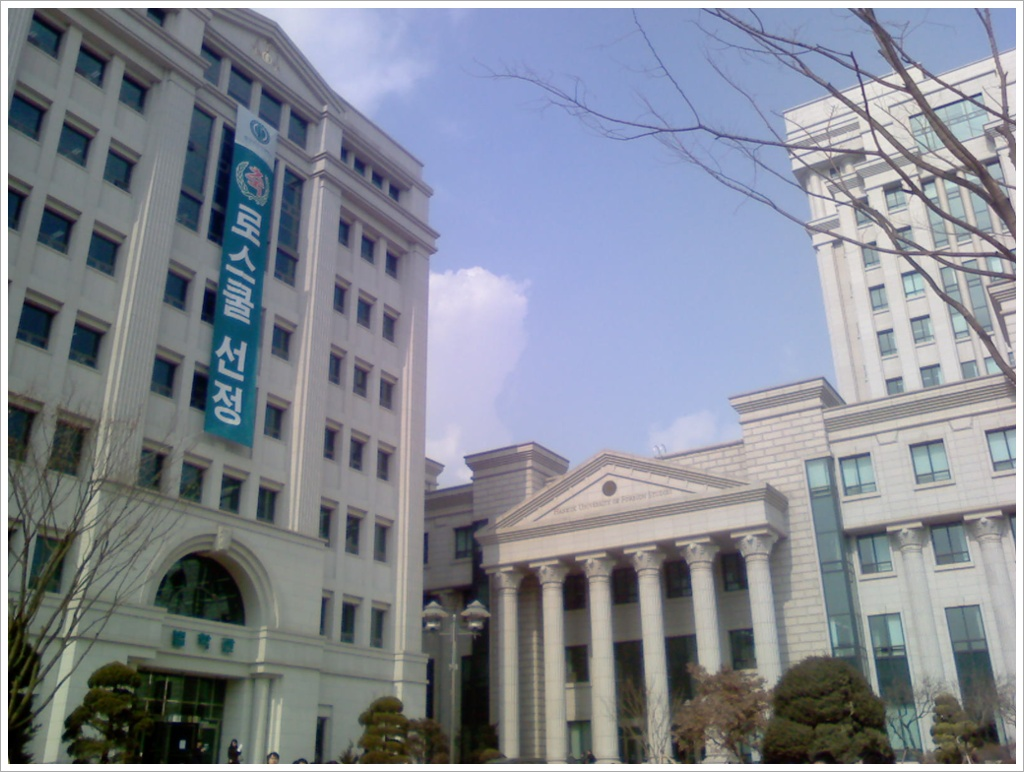
한국외국어대학교

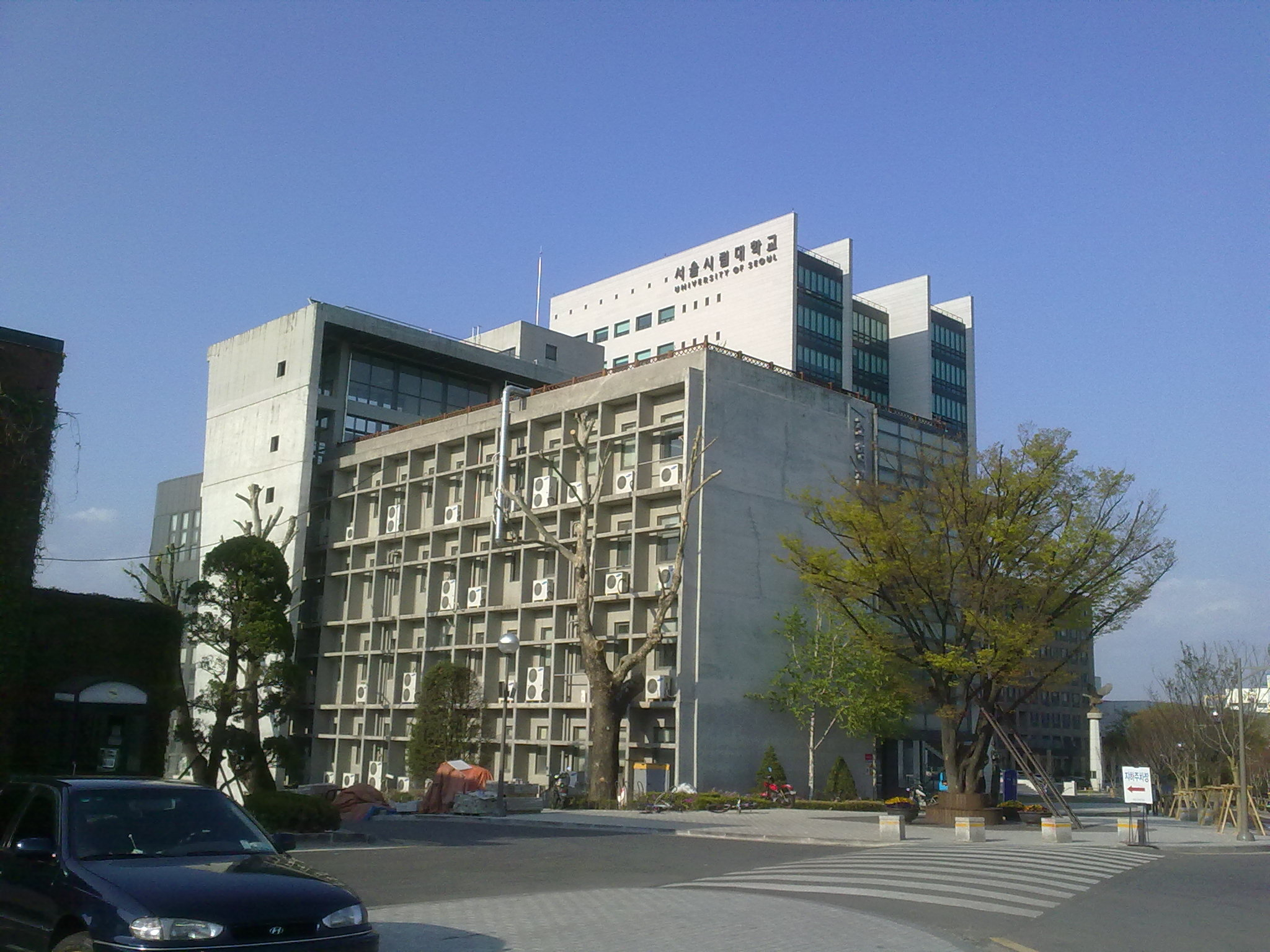
서울시립대학교

- 국공립대학교

|  | - 한국예술종합학교 - 서울시립대학교 - 한국과학기술원 서울캠퍼스 |

- 사립대학교

|  | - 경희대학교 - 한국외국어대학교 |

- 사립전문대학

|  | - 삼육간호보건대학 |

- 원격대학

|  | - 경희사이버대학교 - 사이버한국외국어대학교 |

- 고등학교

|  | - 경희고등학교 - 경희여자고등학교 - 대광고등학교 - 동국대학교사범대학부속고등학교 - 정화여자상업고등학교 - 청량고등학교 - 해성국제컨벤션고등학교 - 해성여자고등학교 - 휘경공업고등학교 - 휘경여자고등학교 | - 휘봉고등학교 |

- 평생교육

|  | - 정암미용고등학교 - 청량정보고등학교 |

- 중학교

|  | - 경희여자중학교 - 경희중학교 - 대광중학교 - 동국대학교사범대학부속중학교 - 동대문중학교 - 성일중학교 - 숭인중학교 - 장평중학교 - 전농중학교 - 전동중학교 - 전일중학교 - 정화여자중학교 - 청량중학교 - 휘경여자중학교 - 휘경중학교 |

## 교통

### 철도
청량리역에서 새마을호, 무궁화호, ITX-청춘열차를 탈 수 있다.
- 코레일

- 경원본선 (● 수도권 전철 1호선)

(노원구) ← 신이문역(한국예술종합학교) - 외대앞역 - 회기역(경희대앞) → (서울 지하철 1호선 직결)
- 중앙본선 (● 수도권 전철 경의·중앙선)

(성동구) ← 청량리역 - 회기역(경희대앞) → (중랑구)
- 중앙본선 (● 수도권 전철 경춘선)

청량리역 - 회기역(경희대앞) → (중랑구)
- 분당선 (● 수도권 전철 수인·분당선)

청량리역 → (성동구)
- 서울교통공사

- ● 서울 지하철 1호선 (수도권 전철 1호선)

(경원본선 직결) ← 청량리역(서울시립대입구) - 제기동역 - 신설동역 → (종로구)
- ● 서울 지하철 2호선 성수지선

(성동구) ← 용두역(동대문구청) - 신설동역
- ● 서울 지하철 5호선 (수도권 전철 5호선)

(성동구) ← 답십리역 - 장한평역 → (광진구)
- 우이신설경전철

- ● 서울 경전철 우이신설선

(성북구) ← 신설동역

## 자매 도시
| 지역 & 국가 | 도시           | 도시     |
| ----------- | -------------- | -------- |
| 대한민국    | 강원특별자치도 | 춘천시   |
| 대한민국    | 경기도         | 여주시   |
| 대한민국    | 경기도         | 연천군   |
| 대한민국    | 경상남도       | 남해군   |
| 대한민국    | 경상북도       | 청송군   |
| 대한민국    | 전라남도       | 나주시   |
| 대한민국    | 전북특별자치도 | 순창군   |
| 대한민국    | 충청북도       | 제천시   |
| 대한민국    | 충청북도       | 음성군   |
| 일본        | 도쿄도         | 도시마구 |
| 중국        | 베이징시       | 옌칭구   |

## 케이블 방송사
- SK브로드밴드 동대문방송
- CMB 동서방송